# Sarcotachina
Sarcotachina är ett släkte av tvåvingar. Sarcotachina ingår i familjen köttflugor.
Kladogram enligt Catalogue of Life:
| Sarcotachina | \| \| Sarcotachina aegyptiaca \| \| \| \| \| \| Sarcotachina subcylindrica \| \| \| \| \| \| Sarcotachina umbrinervis \| \| \| \| |
|              | \| \| Sarcotachina aegyptiaca \| \| \| \| \| \| Sarcotachina subcylindrica \| \| \| \| \| \| Sarcotachina umbrinervis \| \| \| \| |
|              | Sarcotachina aegyptiaca |
|              | |
|              | Sarcotachina subcylindrica |
|              | |
|              | Sarcotachina umbrinervis |
|              | |